# Liga de alumínio

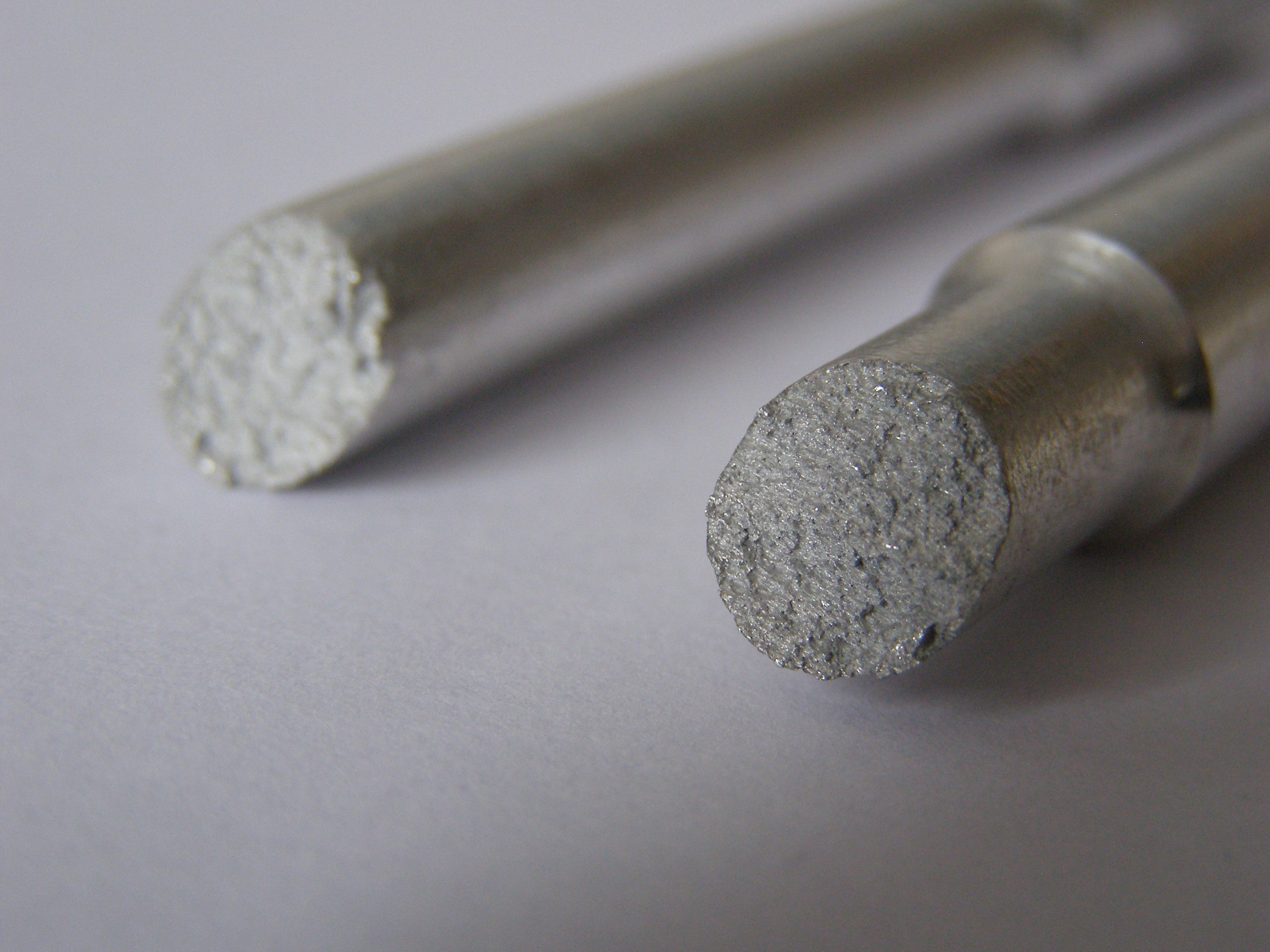
Liga de alumínio após teste de tensão

Liga de alumínio, é a designação de qualquer liga metálica na qual o alumínio (Al) é o metal predominante. 

## Visão geral
Os elementos típicos da liga de alumínio, além do próprio  alumínio são: o cobre, o magnésio, o manganês, o silício, o estanho e o zinco. Existem duas principais classificações, a ligas de fundição e as ligas forjadas, ambas as quais estão subdivididas em categorias relativamente ao respectivo tratamento de calor. Cerca de 85% do alumínio é utilizado para produtos forjados, por exemplo, a placa laminada, chapas e extrusões. O mais importante nas ligas de alumínio fundido é o sistema Al–Si, onde os altos níveis de silício (4.0–13%) contribuem para dar boas características. As ligas de alumínio são amplamente utilizadas na engenharia de estruturas e componentes em que pouco peso ou resistência à corrosão são factores muito importantes.
As ligas compostas principalmente por alumínio têm sido muito importantes na engenharia aeroespacial desde a introdução de aeronaves com componentes em metal. As ligas de alumínio e magnésio são mais leves do que outras ligas de alumínio e muito menos inflamável que as ligas que contêm uma percentagem muito elevada de magnésio.
As composições de ligas de alumínio estão registradas na Associação Alumínio. Muitas organizações publicam normas específicas para a fabricação de ligas de alumínio, incluindo a Sociedade de Engenheiros Automotivos e a ASTM International.